# Whiteville (Tennessee)
Whiteville è un comune degli Stati Uniti d'America, situato nello Stato del Tennessee, nella Contea di Hardeman.